# Kermia tippetti
Kermia tippetti é uma espécie de gastrópode do gênero Kermia, pertencente a família Raphitomidae.